# Сплав MoSiBTiC
Сплав MoSiBTiC — суперсплав на основе сплава карбида титана и легированного молибден кремний бора. Получен японскими учеными из университета Тохоку в 2018 году.

## Физические свойства
Сплав MoSiBTiC способен выдерживать сверхвысокие температуры без деформации, испытания проводились при температурах 1400-1600 °C, что примерно в два раза выше других передовых однокристальных никелевых суперсплавов. Так же сплав выдерживает высокое давление, испытания проводились от 100 до 300 МПа.